# Alcântara (Maranhão)
Alcântara es un municipio del estado brasileño de Maranhão. Su población estimada en 2010 según el IBGE era de 21 852 habitantes. Posee un área de 1495,6 km², presentando una densidad de 14,73 hab./km². 
La zona del actual municipio era habitada por indios tupinambás, en una aldea llamada Tapuitapera. Los franceses se establecieron aquí a inicios del siglo XVII siendo expulsados por los portugueses. La población fue elevada como Villa de Santo António de Alcântara en 1648 y fue durante el período colonial un importante centro agrícola y comercial. En el siglo XIX la ciudad entra en un período de decadencia. Cerca de Alcântara, hay un centro espacial del cual son lanzados los vehículos lanzadores de satélites perteneciente a la Agencia Espacial Brasileña. Es, junto con el Puerto espacial de Kourou en la Guayana Francesa, uno de los dos cosmódromos que existen en América Latina.
Alcântara está cerca de la ciudad de Ilha do Cajual, un importante sitio arqueológico del estado de Maranhão. La presencia de fósiles de especies que también vivieron en África puede comprobar que este continente y América del Sur estuvieron unidos alguna vez en Gondwana.
La ciudad también es muy conocida por sus Dulce de especie. La fiesta del Divino Espírito Santo ("festa do Divino") es bastante difundida en el estado, ya que son aproximadamente quince días de fiesta, donde son servidos licores y dulces.